# Gesellschaftslehre
Gesellschaftslehre (GL) ist ein Unterrichtsfach, das an der Sekundarstufe I der Gesamtschulen, Gemeinschaftsschulen sowie zunehmend den vielen Varianten von Sekundarschulen unterrichtet wird und Inhalte der traditionellen Fächer Erdkunde, Geschichte, Politik und Sozialkunde sowie Wirtschaft umfasst. Konkret heißt das, dass viele Schülerinnen und Schüler bis zum Mittleren Schulabschluss diese Fächer in ihrer Schullaufbahn oft nicht als eigene Fächer haben.

## Situation in den Bundesländern
Das Fach wird nur in einigen Bundesländern unterrichtet, zumeist an den Gesamtschulen. Da die Lehrkräfte nicht alle Fächer studiert haben, besteht immer der Zwang zum fachfremden Unterricht. Es gibt dafür keine spezifische Lehrerausbildung oder Fachdidaktik. Am häufigsten gibt es die integrative Form in der Orientierungsstufe Klasse 5/6. In Bremen ist das Fach auch am Gymnasium eingeführt worden. In der Gemeinschaftsschule von Baden-Württemberg gibt es dagegen eigenständige Fächer. Nur die Mittelschule in Bayern kennt den Unterricht von Geschichte und Erdkunde in einer Lehrerhand. In Sachsen werden die Fächer in der Oberschule getrennt, in der Thüringer Regelschule ebenso.
- Berlin[5] und Brandenburg[6]: Gesellschaftswissenschaften in Klasse 5/6 der Grundschule
- Bremen: Welt-Umwelt-Kunde in Klasse 5–6 am Gymnasium; Gesellschaft und Politik in Klasse 5–10 der Oberschule[7]
- Hamburg[8]: Gesellschaftswissenschaften in der Stadtteilschule
- Hessen[9]: Gesellschaftslehre an der Integrierten Gesamtschule
- Mecklenburg-Vorpommern: Weltkunde in Klasse 5/6 der Integrierten Gesamtschule
- Niedersachsen[10]: Gesellschaftslehre an der Integrierten Gesamtschule (nicht an der Oberschule[11])
- Nordrhein-Westfalen[12]: Gesellschaftslehre an der Gesamtschule und Sekundarschule
- Rheinland-Pfalz[13]: Gesellschaftslehre an der Integrierten Gesamtschule
- Saarland[14]: Gesellschaftswissenschaften mindestens in den Klassen 5–8 an der Gemeinschaftsschule
- Schleswig-Holstein[15]: Weltkunde in der Gemeinschaftsschule (ab der 7. Klasse Entscheidung durch die Schule)

## Konzept und Probleme
Der Anspruch des Faches ist die fachübergreifende Integration. Die Wissensgebiete und Methoden der traditionellen Fächer werden integriert, indem bestimmte, möglichst auch für die Lernenden relevante Themen (bspw. Gesundheit, Ackerbau) aus mehreren fachlichen Perspektiven affiner Fächer betrachtet werden und dabei nach sich gegenseitig befruchtenden Gesichtspunkten gesucht wird. Die grundlegende pädagogische These ist, dass sich in der Wirklichkeit keine Sachverhalte in getrennten Fächern darbieten, sondern immer als komplexe Ganzheiten. Der Ökonom Gunnar Myrdal schrieb 1974, es gebe in der Wirklichkeit keine 'wirtschaftlichen', 'soziologischen' und 'psychologischen' Probleme, sondern einfach Probleme, die meist sehr komplex seien. Dem müsse die schulische Behandlung folgen. Dagegen lässt sich einwenden, dass die notwendige didaktische Reduktion immer zu einer Elementarisierung der Sachverhalte führe und daher der Komplexitätsanspruch kaum eingelöst werden könne und im Interesse der Verständlichkeit für die Kinder auch nicht dürfe. Vernetztes Denken sei schon innerhalb der Fächer geboten und möglich. Myrdals Einsicht sei für die Wissenschaft gültig, weniger für die Didaktik. Außerdem drohe immer ein fachlicher Dilettantismus. Die Lehrerfachverbände haben sich daher in der „Erklärung von Hannover“ für einen engen Zusammenhang von fachlicher Lehrerausbildung und Unterricht ausgesprochen. Während die Fachdidaktik der Geschichte und Erdkunde ihre Unterrichtsziele durch eine Integration mehrheitlich als bedroht ansieht, ist das Urteil der Fachdidaktik im Fach Politik gespalten.
Das in der Grundschule vorlaufende Fach ist die Sachkunde, die zusätzlich noch Naturwissenschaften integriert. In der pädagogischen Tradition der Hauptschule lag es schon immer, mit derselben Lehrperson mehrere Fächer zu verbinden, um mehr Verbindungen zu schaffen und ungünstige Einstundenfächer zu vermeiden. Je höher aber die fachlichen Ansprüche durch die Inhalte steigen, desto schwieriger wird der Anspruch einlösbar. Daher hat bisher kein Bundesland außer Bremen außerhalb der Gesamtschulen die Fächerintegration im Gymnasium eingeführt. In der gymnasialen Oberstufe ist das Fach nicht zugelassen, wohl aber in der beruflichen Schule und im Berufskolleg in Nordrhein-Westfalen. Allerdings dringt fachfremder Unterricht überall vor, der das Argument fehlender fachlicher Ausbildung der Lehrkräfte relativiert. Bisher gibt es nirgends für den integrativen Unterricht eine passende Universitätsausbildung mit einem Studium der relevanten Fachinhalte, die immer aus mehr als zwei Fächern kommen. Nur an der Universität Potsdam wird seit 2018 für die Orientierungsstufe an der sechsjährigen Grundschule in Berlin/Brandenburg ein integrativer Studiengang angeboten.

## Entwicklung in Hessen seit 1971
Insbesondere in Hessen löste die Struktur des neuen Faches (Hessische Rahmenrichtlinien für Gesellschaftslehre (1972)) bei der Einführung starke Empörung aus, die CDU Hessen übte massive Kritik (vor allem wegen des angeblichen marxistischen Gesellschaftsbildes im Hintergrund und wegen der Abwertung der Geschichte zugunsten reiner Gegenwartsorientierung), so dass es verschiedene Versuche gab, das Fach zu verändern. An den hessischen Gesamtschulen gab es zeitweise ähnliche Fächer mit dem Namen Gesellschaftskunde (GK) oder Gemeinschaftskunde (GM). In den 1990er Jahren hat sich die Diskussion entspannt, der neue hessische Rahmenplan für Gesellschaftslehre konnte 1995 ohne großen Widerstand in Kraft gesetzt werden. Hierzu trug bei, dass im hessischen Schulgesetz den einzelnen Schulen überlassen wurde, in der Sekundarstufe I Sozialkunde, Geschichte und Erdkunde als Einzelfächer oder integriert im Lernbereich Gesellschaftslehre zu unterrichten. Für beide Varianten gab es Rahmenpläne, insgesamt vier für die Fächer des Lernbereichs: je einen für die Einzelfächer und einen für die Schulen, die Gesellschaftslehre integriert unterrichten wollen. Auch in anderen Bundesländern (s. o.) ist das Fach eingeführt worden, meist unter rot-grüner politischer Führung, aber auch in Bayern, wo an den Mittelschulen (ehemals Hauptschule) eine integrative Lösung vorgesehen ist.
In der Sekundarstufe I (Klassen 5–10) wird das Fach mit durchschnittlich 5 Stunden pro Woche vom Klassenlehrer unterrichtet, d. h. der GL-Lehrer ist immer auch für die Schülerlaufbahnberatung, die pädagogische Betreuung sowie Information und Organisation des Klassengeschehens zuständig. Das Fachstudium wird immer nur für ein Fach vorausgesetzt, die Inhalte der jeweils anderen sollen auf Schulniveau ebenfalls zur Verfügung stehen.

### Lehrplanbeispiel (1971)
Ein typischer Fachlehrplan für GL (Beispiel von der Ernst-Reuter-Schule in Frankfurt am Main) sah in Hessen im Jahre 1971 folgendermaßen aus:
7. Schuljahr: Primäre Sozialbereiche
1. Allgemeine Einführung – was ist Gesellschaft und Gesellschaftslehre?
2. Schule, Familie, Sexualkunde, Wohnen, Stadt, Institutionen, Wirtschaftsgeographie
3. Geschichte: Mittelalter – 19. Jh. – 20. Jh. (Stadt-Land)
4. Erdkunde: Nord-/Südamerika (Industrieland vs, Agrarland)

8. Schuljahr: Verhaltenssteuerung und Politik
1. Wer und was steuert mein Verhalten?
  - Schule, Eltern, Peergroups, Fernsehen, Rundfunk, Presse, Werbung, Film, Kirche
2. Öffentliche Massenmedien
  - Analyse von Tageszeitungen, Fernsehen
3. Regierungssystem in der Bundesrepublik Deutschland
  - Parteien, Verbände, Wahlkampf
  - Geschichte der Bundesrepublik Deutschland
  - Geschichte der bürgerlichen Demokratie: Polis, England, Französische Revolution, Deutsche Revolution 1848/49
4. Abweichendes Verhalten, Sanktionen
  - StGB, Zivilrecht, „Kriminalität“

9. Schuljahr: Politische Ökonomie
1. Vermögensverteilung in der Bundesrepublik Deutschland
2. Betriebsbesichtigung/erkundung
3. Betriebsstruktur
4. Vorgeschichte und Entwicklung des Kapitalismus
5. Geschichte der Arbeiterbewegung
6. Mitbestimmung
7. Sozialstruktur der Bundesrepublik Deutschland (und DDR)

10. Schuljahr: Internationale Beziehungen und Systeme
1. Konjunkturen, Krisen, Liberale Marktwirtschaft
2. Kolonialismus, Imperialismus, Neokolonialismus; Dritte Welt (Afrika)
3. Faschismus
4. Sozialismus, Kommunismus (UdSSR, China)
  - Ost-West/Nord-Süd-Gegensatz
  - Wirtschaftliche Zusammenschlüsse
  - Abrüstung

## Einzelbelege
1. ↑  Wolfgang Sander: Das Konzept "Gesellschaftslehre" | sowi-online. Abgerufen am 22. Dezember 2020.
2. ↑  Birgit Wenzel: Das Fach Gesellschaftswissenschaften in bundesdeutschen Fachplänen in den Jahrgangsstufen 5/6 -Übersicht Stand: Januar 2015. LISUM, 2015, abgerufen am 22. Dezember 2020.
3. ↑  Dagmar Klahr: Bildungsplan 2016. 28. Juli 2016, abgerufen am 22. Dezember 2020.
4. ↑  Dirk Reelfs-SMK: "Fake news" zur politischen Bildung in SachsenSMK-Blog | SMK-Blog. 17. November 2017, abgerufen am 22. Dezember 2020 (deutsch).
5. ↑  Berlin-Brandenburg G-Wissenschaften
6. ↑  Thomas Hirschle: Gesellschaftswissenschaften 5/6. Abgerufen am 20. Juli 2020.
7. ↑  Landesinstitut für Schule Bremen - Bildungspläne. Abgerufen am 13. Januar 2021.
8. ↑  https://www.hamburg.de/contentblob/2372648/070a5b7e78ffabeb1390177cb73cc9ab/data/lb-gesellschaftswissenschaften-sts.pdf
9. ↑  GL Hessen (Memento des Originals vom 20. Juli 2020 im Internet Archive)  Info: Der Archivlink wurde automatisch eingesetzt und noch nicht geprüft. Bitte prüfe Original- und Archivlink gemäß Anleitung und entferne dann diesen Hinweis.
10. ↑  Gesellschaftslehre im Sekundarbereich I - Niedersächsischer Bildungsserver. Archiviert vom Original (nicht mehr online verfügbar) am 11. August 2020; abgerufen am 20. Juli 2020.  Info: Der Archivlink wurde automatisch eingesetzt und noch nicht geprüft. Bitte prüfe Original- und Archivlink gemäß Anleitung und entferne dann diesen Hinweis.
11. ↑  Curriculare Vorgaben für allgemein bildende Schulen und berufliche Gymnasien. Abgerufen am 9. Januar 2021.
12. ↑  NRW Gesellschaftslehre
13. ↑  Fach Gesellschaftslehre: Integrierte Gesamtschule: Bildungsserver Rheinland-Pfalz. Abgerufen am 20. Juli 2020.
14. ↑  Saarland - Lehrpläne Gemeinschaftsschule. Abgerufen am 20. Dezember 2020.
15. ↑  IQSH Lehrplanportal. Abgerufen am 22. Dezember 2020.
16. ↑  Birgit Weber: Fächerintegration- zur Einführung. In: Zf Didaktik der Gesellschaftswissenschaften. Band 5, Nr. 1, 2014, S. 10.
17. ↑  Erklärung von Hannover (Juli 2015). In: Verband der Geschichtslehrer Deutschlands e. V. 30. November 2015, abgerufen am 20. Juli 2020 (deutsch).
18. ↑  Kerstin Pohl: Sozialwissenschaftliche Bildung? Abgerufen am 21. Juli 2020.
19. ↑  Redaktion: Fachlehrermangel wirkt sich aus: Immer mehr Kollegen müssen unterrichten, was sie nicht studiert haben. In: News4teachers. 24. Februar 2016, abgerufen am 20. Juli 2020 (deutsch).
20. ↑  Peter Gautschi: Lehrer/-innenbildung für das Integrationsfach "Gesellschaftswissenschaften" - Impulse, Kernideen, Perspektiven. In: Zf Didaktik der Gesellschaftswissenschaften. Band 10, Nr. 2, 2019, S. 43–74.
21. ↑  https://www.uni-potsdam.de/am-up/2018/ambek-2018-08-537-543.pdf
22. ↑  Das Konzept "Gesellschaftslehre" | sowi-online. Abgerufen am 20. Juli 2020.